# Boston-Marathon 1950
| 54. Boston-Marathon    | 54. Boston-Marathon        |
| ---------------------- | -------------------------- |
| Stadt                  | Boston, Vereinigte Staaten |
| Datum                  | 19. April 1950             |
| Distanz                | 41,1 – 42,2 Kilometer      |
| Sieger                 |                            |
| Männer                 | Ham Kee-yong (2:32:39 h)   |
| ← Boston-Marathon 1949 | Boston-Marathon 1951 →     |
| Website                | Offizielle Website         |

Der Boston-Marathon 1950 war die 54. Ausgabe der jährlich stattfindenden Laufveranstaltung in Boston, Vereinigte Staaten. Der Marathon fand am 19. April 1950 statt. Die Laufdistanz betrug zwischen 41,1 und 42,2 Kilometer.
Es gewann Ham Kee-yong in 2:32:39 h.

## Ergebnis
| Platz | Athlet               | Land               | Zeit (h) |
| ----- | -------------------- | ------------------ | -------- |
| 01    | Ham Kee-yong         | Südkorea           | 2:32:39  |
| 02    | Song Kil-yun         | Südkorea           | 2:35:58  |
| 03    | Choi Yun-chil        | Südkorea           | 2:39:47  |
| 04    | John Patrick Laffety | Vereinigte Staaten | 2:39:52  |
| 05    | Johnny Kelley        | Vereinigte Staaten | 2:43:45  |
| 06    | Anthony Madeiros     | Vereinigte Staaten | 2:47:15  |
| 07    | Lloyd Bairstow       | Vereinigte Staaten | 2:49:46  |
| 08    | Paul Collins         | Vereinigte Staaten | 2:50:12  |
| 09    | Edo Romognoli        | Vereinigte Staaten | 2:52:50  |
| 10    | Kenneth O’Connell    | Vereinigte Staaten | 2:56:42  |